# Katsuko Kanesaka
Katsuko Kanesaka (金坂克子, Kanesaka Katsuko), née le 1er mars 1954 dans la préfecture de Chiba (Japon), est une joueuse de volley-ball japonaise.
Elle fait partie de la sélection nationale japonaise sacrée championne olympique aux Jeux d'été de 1976 à Montréal.

## Palmarès
- Jeux olympiques (1)
  - Vainqueur : 1976

- Championnat du monde (1)
  - Vainqueur : 1974

- Coupe du monde (1)
  - Vainqueur : 1977